# Joachim Wtewael

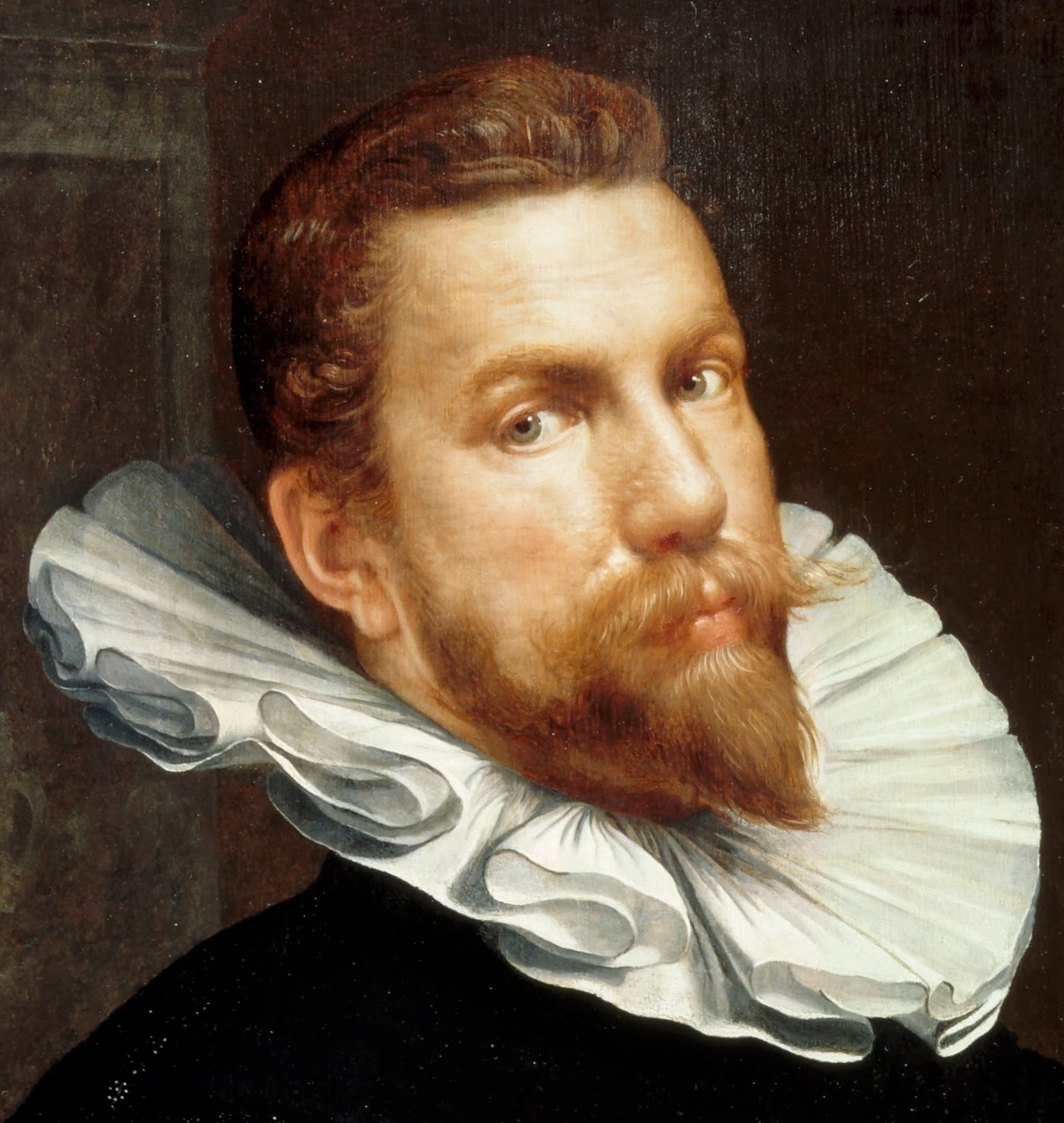
Joachim Wtewael: Selbstporträt (Detail), 1601, Centraal Museum Utrecht

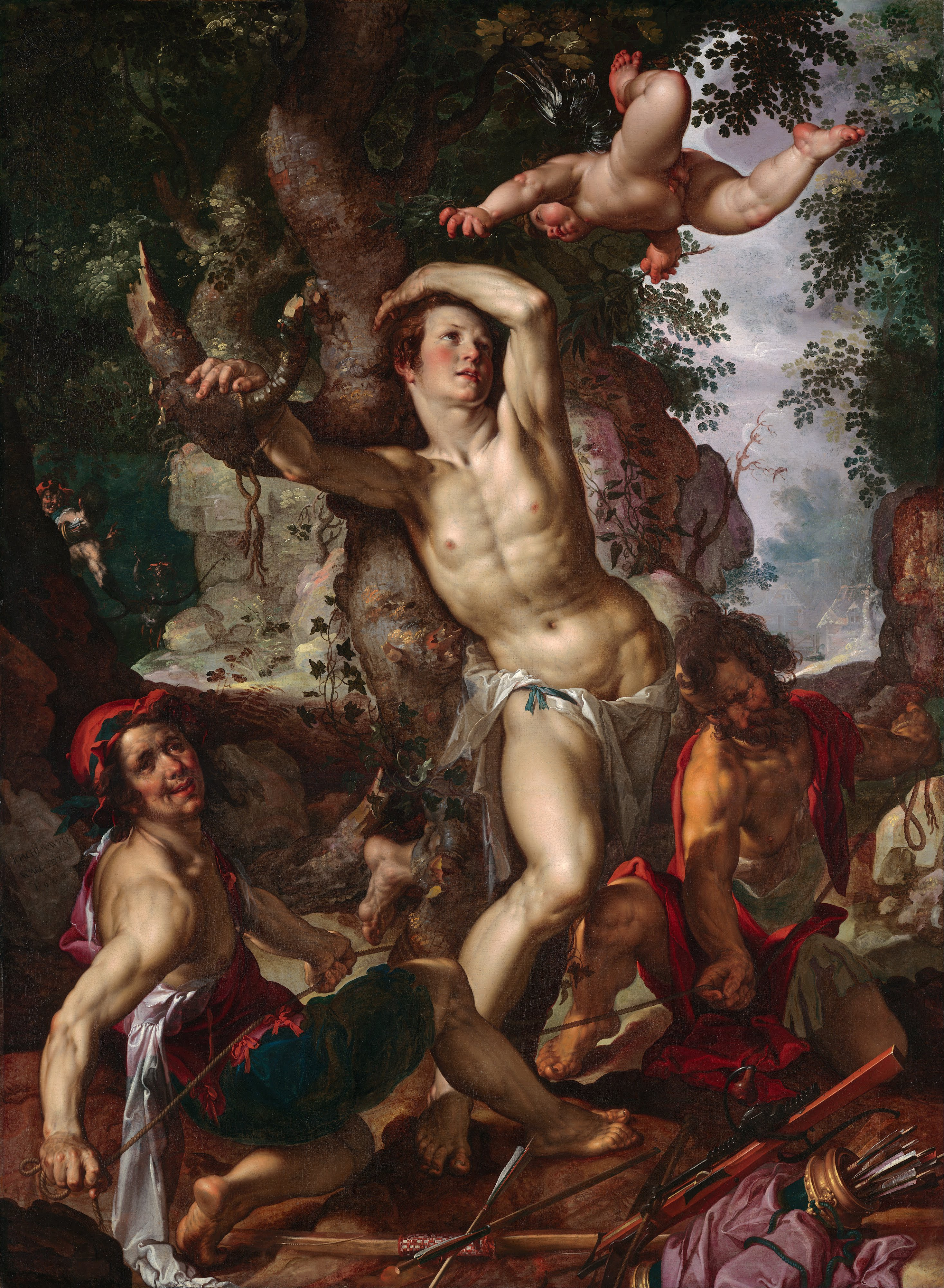
Der heilige Sebastian, Joachim Wtewael

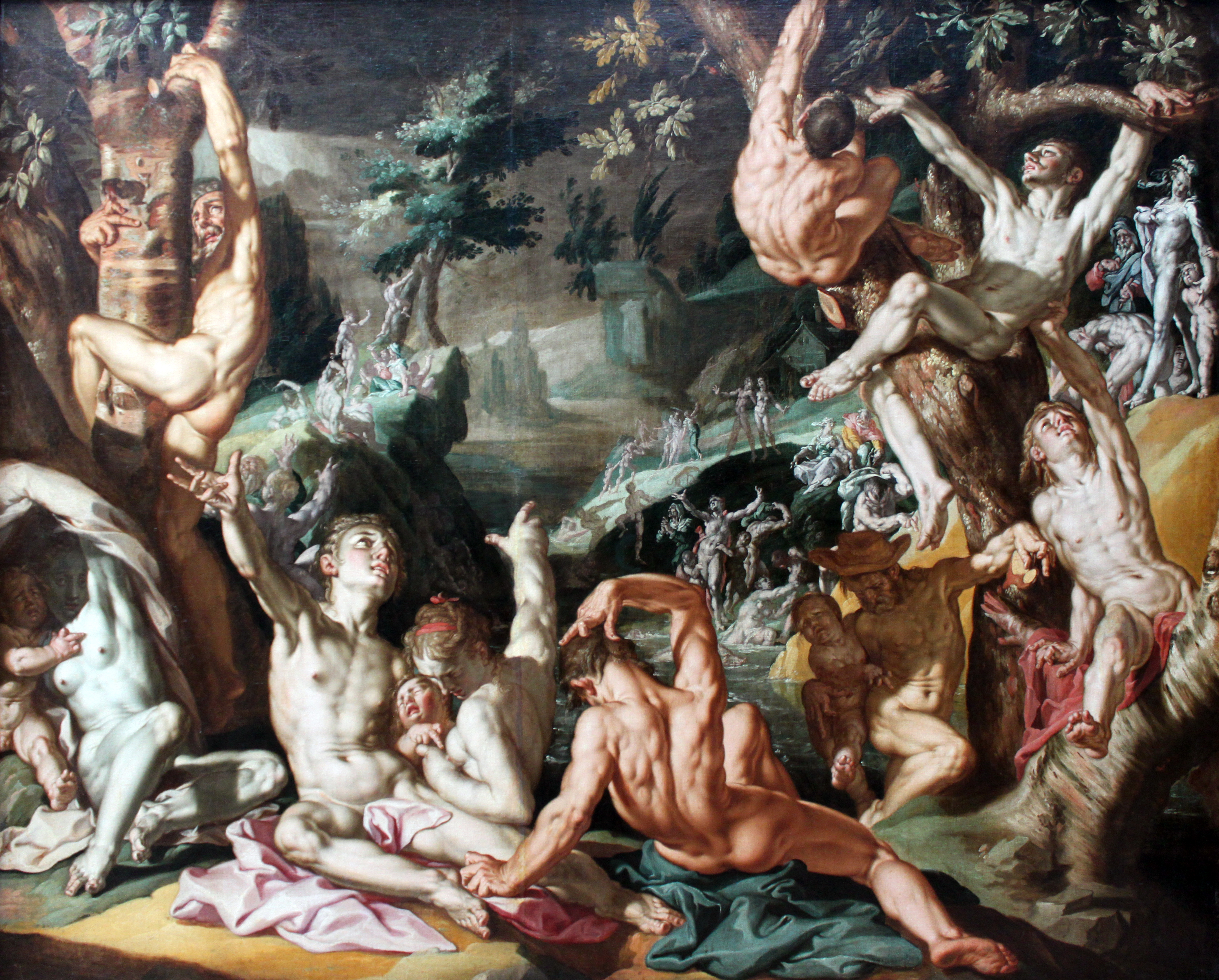
Die Sintflut, 1595, Germanisches Nationalmuseum Nürnberg

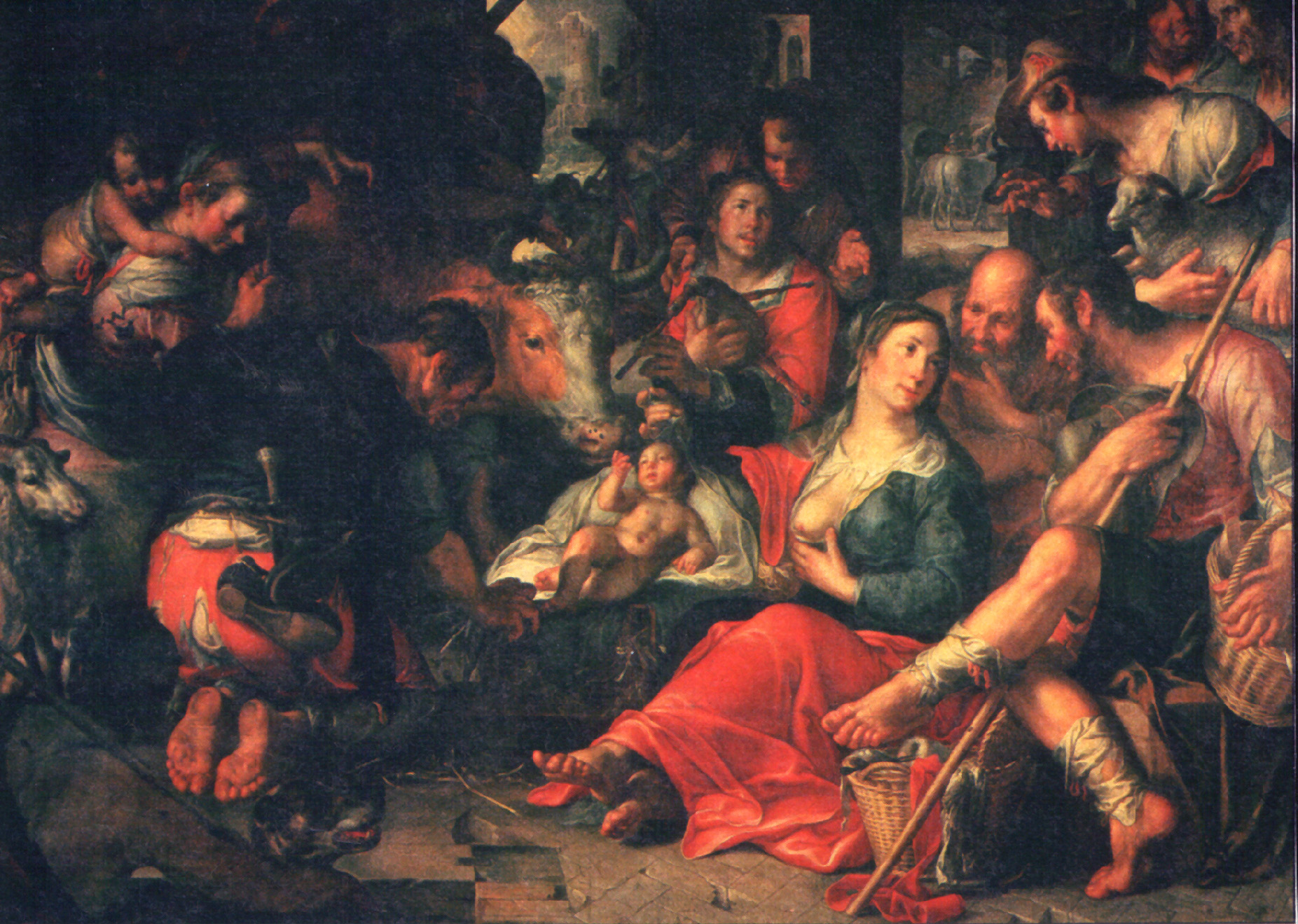
Anbetung der Hirten, Joachim Wtewael, Gräflich Schönbornsche Sammlung

Joachim Anthonisz. Wtewael (* 1566 in Utrecht; † 1. August 1638 ebenda) war ein niederländischer Maler des Manierismus.

## Leben
Joachim Wtewael war Sohn des Glasmalers Anthonis Jansz. Wtewael (sprich Utewaal) und verbrachte den Großteil seines Lebens in Utrecht. Wie durch Karel van Mander überliefert, arbeitete er bis zu seinem 18. Lebensjahr als Glasmaler bei seinem Vater und trat dann für zwei Jahre in die Werkstatt des Malers Joos de Beer (gestorben vor 1595) ein. Im Anschluss ging er mit dem Bischof von Saint-Malo, Charles de Bourgneuf de Cucé, zunächst für zwei Jahre nach Padua und danach für weitere zwei Jahre nach Frankreich.
Nach Utrecht zurückgekehrt wurde er 1592 Meister in der „Sattlergilde“. Im Mai 1595 heiratete er in Utrecht Christina van Halen, mit der er in den Jahren 1596 bis 1607 vier Kinder bekam. 1610 nahm er an einer Revolte der Partei der orthodox-calvinistischen „Kontra-Remonstranten“ gegen den von den fortschrittlichen Remonstranten besetzten Utrechter Stadtrat teil. Wtewael gehörte auch dem am 25. Januar 1610 aufgestellten revolutionären Stadtrat an, der jedoch bereits am 28. April dieses Jahres wieder aufgelöst wurde. 1611 wurde er in die Liste der am 13. September dieses Jahres gegründeten Lukasgilde eingetragen. 1613 und 1614 stellte er zwei Lehrlinge ein. Ein Haus erwarb er 1619. Ab diesem Jahr trat er auch des Öfteren als Geldverleiher auf. Am 13. April 1629 starb seine Frau.
Am 1. Oktober 1632 wurde Wtewael erneut Mitglied des seit 1618 endgültig von den Kontra-Remonstranten besetzten Stadtrates. Sein Sohn Peter löste ihn am 1. Oktober 1636 als Ratsmitglied ab. 1637 gewährte er dem Geistlichen Joannes Breyeris einen größeren Kredit, was auf Wtewaels Erfolg als Maler schließen lässt. Joachim Wtewael starb am 1. August 1638 und wurde einige Tage später, am 7. August, in der Buurkerk in Utrecht begraben.
Wtewaels kleinformatiges (21 × 15 cm) Gemälde Heilige Familie stand in den 1990er Jahren im Mittelpunkt einer internationalen juristischen Auseinandersetzung, als das Bild, das bis 1945 in den herzoglichen Sammlungen in Gotha hing und dann als Beutekunst in der Sowjetunion verschwand, bei Sotheby’s versteigert werden sollte. In einem Präzedenzfall konnte 1998 das Eigentum der Bundesrepublik Deutschland nachgewiesen und das Bild für Schloss Friedenstein gesichert werden.